# Frederick Albert Mitchell-Hedges
Frederick Albert Mitchell-Hedges conosciuto anche come Mike Hedges (Londra, 22 ottobre 1882 – Newton Abbot, giugno 1959) è stato un avventuriero e scrittore inglese.

## Biografia
Mitchell-Hedges ha trascorso diversi anni della sua vita viaggiando tra America centrale, Regno Unito, Sudafrica e Stati Uniti. Alcune fonti affermano che sia stato un agente segreto britannico, mentre altre sostengono che fosse un benestante che viaggiava per passione. Alcune delle sue “spedizioni” in America centrale furono finanziate dalla borghesia Britannica. Per un periodo fu finanziato dal Daily Mail. Fu appoggiato anche dal British Museum a cui donò numerosi reperti.
Mitchell-Hedges dichiarò ripetutamente di aver scoperto diverse tribù indiane e “città scomparse” la cui esistenza era già documentata da anni ed in alcuni casi da secoli. Affermò inoltre di aver scoperto la “culla della civiltà” sulla Costa dei Miskito del Nicaragua e che le Bay Islands in Honduras, sono le rovine della civiltà perduta di Atlantide.
Nel 1906 sposò Lillian Agnes Clarke, conosciuta come "Dolly". La coppia non ebbe figli, ma adottò una bambina canadese, Marie Guillon, oggi conosciuta come Anna Mitchell-Hedges.
Negli anni Trenta ha condotto uno show radiofonico settimanale, in onda a New York la domenica sera. Durante lo show, Mitchell-Hedges raccontava le sue avventure: fughe dalla morte nelle mani di indigeni o tra le grinfie di  pericolosi animali come giaguari o iguana.
Durante una spedizione negli anni Venti in Honduras, tra le rovine Maya di Lubaantún (città che dichiarò di aver scoperto lui stesso), Mitchell-Hedges dice di aver scoperto il Teschio di cristallo, conosciuto in un primo momento come “teschio della rovina", ma in seguito ribattezzato Teschio dell'Amore. Non fece menzione della scoperta fino agli anni Quaranta, non molto tempo dopo che un altro teschio di cristallo fu messo all'asta da Sydney Burney per conto della Sotheby's, nel 1943.

## Eredità
Un consistente corpo di scritti legati alle culture popolari e mitologie New Age ruota attorno ai racconti del Teschio di Cristallo “Mitichell-Hedges”, al punto da rendere famoso il suo scopritore fino ai giorni d'oggi.
Il Teschio di Cristallo è rimasto nelle mani della figlia adottiva di Mitchell-Hedges, Anna, fino alla sua morte, l'11 aprile 2007, all'età di 100 anni. Durante questi anni la donna ha più volte esibito pubblicamente il teschio, ponendo l'accento sui suoi presunti e indimostrati poteri e la sua misteriosa origine. Anche dopo la morte di Anna, il teschio di cristallo continua a essere esibito e ammirato. Il proprietario attuale è Bill Homann. Il Teschio di Cristallo è oggi stato definito un "falso moderno".
La realizzazione nel 2008 del film Indiana Jones e il regno del teschio di cristallo ha ravvivato la coscienza pubblica attorno alla mitologia legata al teschio e al suo scopritore, F. A. Mitchell-Hedges. Proprio lui è stato uno dei modelli d'ispirazione per creare il personaggio di Indiana Jones.

## Opere
Libri e altri testi scritti da Mitchell-Hedges:
- Battles With Giant Fish
- Danger, My Ally
- Land of Wonder and Fear